# Lamballe

Lamballe este o comună în departamentul  Côtes-d'Armor, Franța. În 1 ianuarie 2018 avea o populație de 12.579 de locuitori.